# Enrico Bronzi

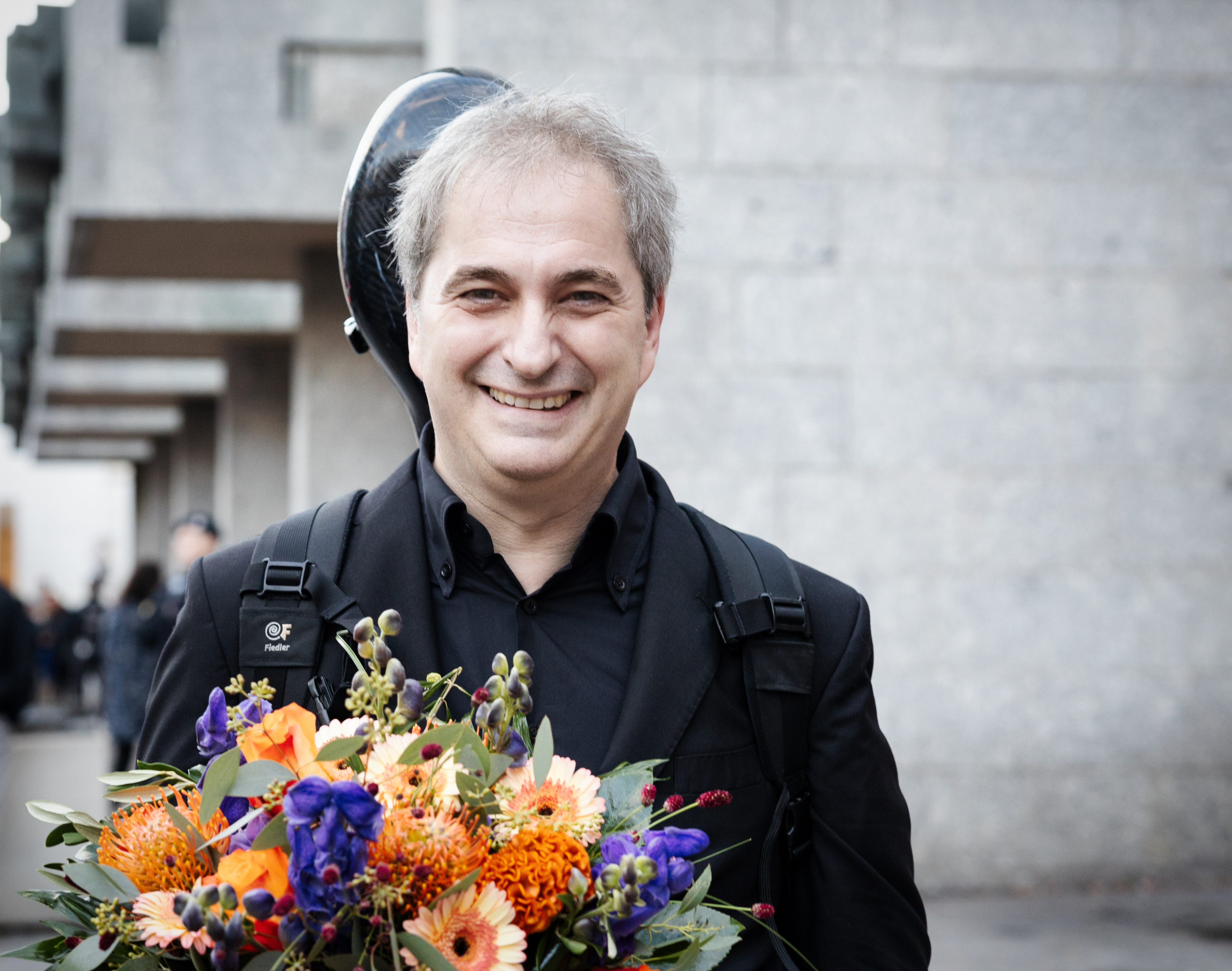
Enrico Bronzi (2024)

Enrico Bronzi (* 1973 in Parma) ist ein italienischer Cellist.

## Leben
Enrico Bronzi wurde 1973 in Parma geboren. Seit 1990 ist er Mitglied des Trio di Parma, einem Ensemble, welches bis heute in zahlreichen Konzerthallen in Europa, Südamerika, Australien und den USA aufgetreten ist, unter anderem in der Carnegie Hall in New York, der Queen Elizabeth Hall und Wigmore Hall in London, dem Theater Köln und dem Kolosseum in Buenos Aires. Zusammen mit dem Ensemble nahm er an internationalen Bewerben in Florenz, Melbourne und München teil und gewann unter anderem den Kritikerpreis Premio Abbiati.

Seit 2001 ist er vermehrt als Solist aktiv, was ihn zu einem Preis beim Rostropowitsch-Wettbewerb in Paris und 2002 zum ersten Preis beim Paulo Cello-Wettbewerb in Helsinki, einem der wichtigsten Wettbewerbe für Violoncello, führte. Zudem bekam er den Spezialpreis für die beste Interpretation des Dvořák-Konzertes verliehen. 
Zusammen mit dem Trio di Parma gewann er im April 2004 den ersten Preis beim internationalen Kammermusikwettbewerb in Lyon.
Seit Oktober 2007 lehrt er als Universitätsprofessor Violoncello an der Universität Mozarteum in Salzburg, im November 2008 wurde er zum Direktor des Fondazione Musicale Santa Cecilia in Portogruaro bestellt.